# Нуклеинова киселина
Нуклеиновите киселини са високомолекулни органични съединения - биополимери, съставени от голям брой линейно подредени нуклеотиди. Наименованието идва от локализацията им в клетката – nucleus (ядро). Последователността на нуклеотидите в полинуклеотидната верига е специфична за всяка отделна молекула нуклеинова киселина. В зависимост от монозахарида в състава си те биват ДНК и РНК. В състава им влизат C, H, O, N и P. Мономерът на нуклеиновата киселина се нарича нуклеотид. Нуклеотидите на ДНК са дезоксирибонуклеотиди, на РНК – рибонуклеотиди.

## Структура на нуклеиновите киселини
Нуклеиновите киселини са дълги, прави, неразклонени хетерополимерни молекули. Те са изградени от мономери (наречени нуклеотиди), подредени в точно определен ред. ДНК и РНК са полинуклеотиди. Всеки нуклеотид се състои от монозахарид пентоза, по 5 въглеродни атома, (за РНК това е рибоза, а за ДНК – дезоксирибоза), остатък от фосфорна киселина (фосфатна група) и азотна база. За РНК това са аденин, гуанин, цитозин и урацил. ДНК има същите бази, като урацила е заменен с тимин. Аденин и гуанин се наричат големи или пуринови бази, а цитозин, урацил и тимин – пирамидинови или малки.
Свързването на нуклеотидите се осъществява по два начина:
1. Чрез ковалентна връзка. Тя се образува между фосфата на един нуклеотид и третият въглероден атом от пентозата на другия нуклеотид. Това става чрез 3`5` фосфодиестерна връзка. С помощта на такива връзки нуклеотидите се свързват помежду си в дълги неразклонени, линейни и последователни полинуклеотидни вериги.
2. Чрез водородна връзка. Образуват се между азотните бази на два срещуположни нуклеотида. Те възникват ако е спазено правилото за комплементарност на базите, а именно, че срещу аденин винаги стои тимин, както и срещу гуанин винаги стои цитозин.

## Строеж на нуклеиновите киселини
Нуклеиновите киселини имат първичен, вторичен и третичен строеж. Първичният строеж има решаващо значение за съхранение на наследствената информация.

### Първичен строеж
Всички нуклеинови киселини са изградени от нуклеотиди. Те са свързани чрез нуклеотидни връзки в различно дълги полинуклеотидни вериги. Нуклеотидите са фосфатни естери на нуклеозидите. Нуклеозидите са изградени от пуринови или пиримидинови бази, които чрез N-гликозидна връзка са свързани с пентоза (захар с неразклонена верига, съдържаща пет въглеродни атома). Пентозите в нуклеиновите киселини са D-рибоза и 2-дезокси-D-рибоза, както и двете са във фуранозна форма. Нуклеозидите и нуклеотидите се означават съответно като рибозиди и риботиди, дезоксирибозиди и дезоксириботиди. По този начин се извежда и обозначението на нуклеиновите киселини, тъй като в природата полунуклеотидните молекули съдържат само риботиди или само дезоксириботиди.
В рибозомната РНК (рРНК) има ограничено количество 2-метилрибоза, най-често свързана в 6-метилцитозин. Наред с главните бази аденин, гуанин, тимин, цитозин и урацил са намерени ограничени количества и от т.нар. минорни бази.
- Нуклеозиди – ковалентно свързани със захарни пуринови и пиримидинови бази се означават като нуклеозиди. В зависимост от захарната съставка се различават рибо- и дезоксирибонуклеозиди. Други нуклеозиди, установени в организми, но срещани в нуклеиновите киселини, са представени в разнородната група на нуклеозидните антибиотици.

Намиращата се в нуклеозидите захар винаги е във фуранозна форма.
- Нуклеотиди – фосфатни естери на нуклеозидите.